# Anne Luttrell
Anne Luttrell, Công tước phu nhân xứ Cumberland và Strathearn (24 tháng 1 năm 1743 – 28 tháng 12 năm 1808) là một thành viên của Vương thất Anh, vợ của Henry của Đại Anh, Công tước xứ Cumberland và Strathearn. Em gái của Anne là Elizabeth Luttrell, người bạn tâm giao và là người quản lý dinh thự của Anne.

## Những năm đầu đời
Anne Luttrell sinh ra ở Marylebone, Luân Đôn, là con gái của Simon Luttrell, sau này là Bá tước thứ 1 xứ Carhampton, và Judith Maria Lawes, con gái của Ngài Nicholas Lawes. Anne được rửa tội vào ngày 17 tháng 2 năm 1742 tại St Marylebone, Westminster, Middlesex, Anh. Tuy nhiên một số nguồn khác lại ghi nhận là ngày 24 tháng 1 năm 1743. Em gái và tri kỷ của Anne, Elizabeth, sinh ngày 3 tháng 2 năm 1744 tại Luân Đôn.
Cha của Anne là một thành viên của Hạ viện Anh trước khi được phong làm Nam tước Irnham vào năm 1768, Tử tước Carhampton vào năm 1781 và Bá tước xứ Carhampton vào năm 1785.

## Hôn nhân
Anne kết hôn lần đầu với một Christopher Horton (đôi khi được gọi là Houghton) ở Catton Hall vào ngày 4 tháng 8 năm 1765.
Sau đó, Anne trở thành góa phụ và sau đó tái hôn với Vương tôn Henry của Đại Anh, Công tước xứ Cumberland và Strathearn, người con thứ sáu của Frederick, Thân vương xứ Wales và Augusta xứ Sachsen-Gotha-Altenburg, và là em trai của George III của Liên hiệp Anh. Hai người kết hôn tại Phố Hertford ở Mayfair, Luân Đôn vào ngày 2 tháng 10 năm 1771.

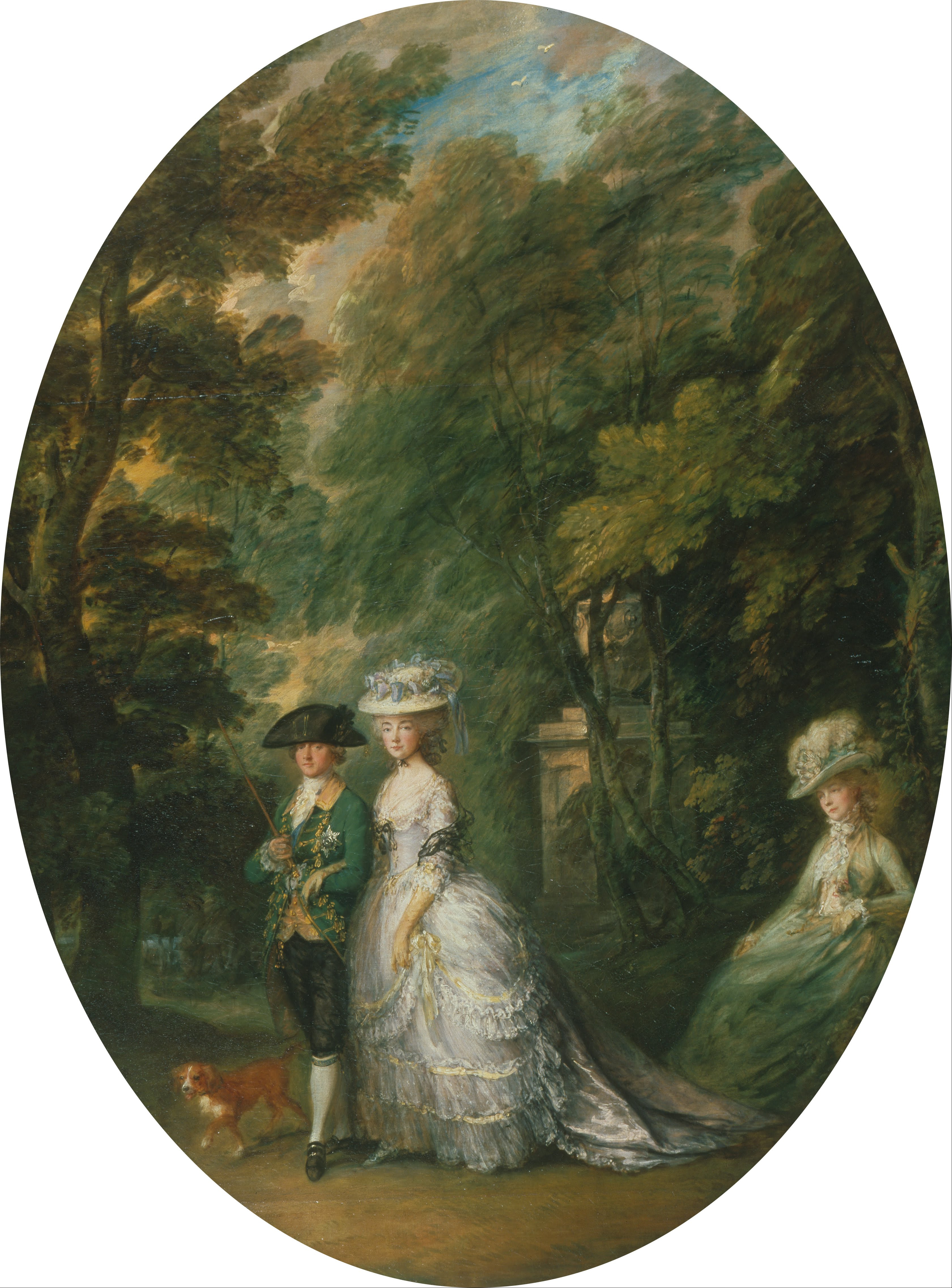
Henry của Đại Anh, Công tước xứ Cumberland cùng Anne và Elizabeth Luttrell, tranh vẽ bởi Thomas Gainsborough.

Quốc vương George III không chấp thuận cuộc hôn nhân vì Anne là thường dân và đã qua một đời chồng. Sau đó, nhà vua đã thông qua Đạo luật Hôn nhân Vương thất 1772 để cấm bất kỳ hậu duệ nào của Quốc vương George II kết hôn mà không có sự đồng thuận của quân chủ, có hiệu lực cho đến khi Đạo luật Kế vị 2013 được thông qua, cùng với một số sửa đổi khác, trong đó chỉ bắt buộc sáu người đầu tiên trong danh sách kế vị ngai vàng phải có được sự đồng thuận của quốc chủ. Vì các điều khoản của Đạo luật không thể được áp dụng đối với các trường hợp trước khi Đạo luật được thông qua nên cuộc hôn nhân của Anne và Công tước được coi là hợp pháp.
Gia đình Cumberland chuyển đến Dinh York, đổi tên thành Dinh Cumberland, ở Pall Mall và sống ở đó cho đến khi Henry qua đời vào năm 1790. Ngôi nhà trở thành tiều đình thay thế khi ngài Công tước có mâu thuẫn công khai với cha mẹ. Triều đình ở Cumberland là một thành công và em gái của Anne, Elizabeth Lutrell đã góp phần công lao không nhỏ. Elizabeth là nhân chứng trong đám cưới bí mật của chị gái và hai vợ chồng đã trao cho Elizabeth một gian phòng thuộc Dinh Cumberland. Tài chính của ngài Công tước được duy trì nhờ các bàn đánh bạc tại nhà của họ và Elizabeth đã quản lý chúng một cách tốt đẹp. 

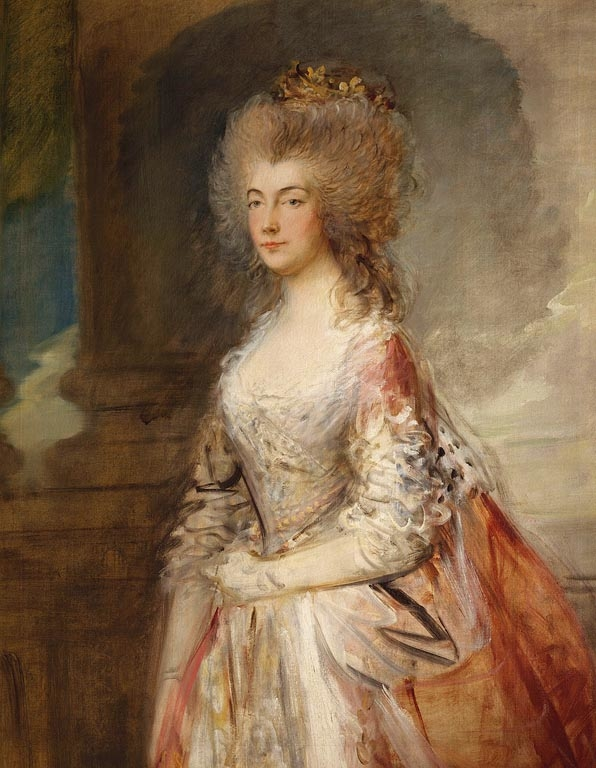
Họa phẩm bởi Thomas Gainsborough.

Năm 1800, Bà Thái Công tước đã chuyển giao dinh thự cho các ngân hàng đang giữ cầm cố của dinh thự.

## Tính cách và ngoại hình
Horace Walpole đã viết "cử chỉ của cô ấy rất duyên dáng, rất đa dạng nhưng cũng vô cùng quen thuộc, đến nỗi thật dễ để nhìn thấu và cũng thật khó để cưỡng lại".   Trong khi Anne thường được coi là một mỹ nhân, Horace Walpole lại nghĩ Anne chỉ "xinh xắn", ngoại trừ đôi mắt màu xanh lục mà Horace thừa nhận là bị mê hoặc. Đôi mắt của Anne có sức biểu cảm đáng chú ý và được thể hiện qua một số bức chân dung về Anne của Thomas Gainsborough, một trong số đó nằm trong bộ sưu tập của Hugh Lane.

## Trích dẫn
1. ↑  London Metropolitan Archives via Ancestry.com
2. 1 2  Kilburn, Matthew (ngày 23 tháng 9 năm 2004). "Henry Frederick, Prince, duke of Cumberland and Strathearn (1745–1790)". Oxford Dictionary of National Biography . Oxford University Press. doi:10.1093/ref:odnb/12963. ISBN 978-0-19-861412-8. (yêu cầu Đăng ký hoặc có quyền thành viên của thư viện công cộng Anh.)
3. ↑  The Gentleman's Magazine, vol. 35, August 1765. p. 395.
4. ↑  Sheppard, F H W. "Pall Mall, South Side, Past Buildings: Nos 85-87 (consec.) Pall Mall, Cumberland House Pages 364-367 Survey of London: Volumes 29 and 30, St James Westminster, Part 1. Originally published by London County Council, London, 1960". British History Online. Truy cập ngày 13 tháng 7 năm 2020.
5. ↑  Horace Walpole, ed. Sir Denis Le Marchant, Memoirs of the Reign of King George the Third, vol. iv (London, 1845) p. 357.